# Melaleuca ordinifolia
Melaleuca ordinifolia är en myrtenväxtart som beskrevs av Bryan Alwyn Barlow. Melaleuca ordinifolia ingår i släktet Melaleuca och familjen myrtenväxter. Inga underarter finns listade i Catalogue of Life.